# 白喇叭杜鹃
白喇叭杜鹃（学名：Rhododendron taggianum）为杜鹃花科杜鹃花属下的一个种。

## 扩展阅读
- 維基物種上的相關：白喇叭杜鹃